# Lenophila coerulea
Lenophila coerulea är en tvåvingeart som först beskrevs av Macquart 1846.  Lenophila coerulea ingår i släktet Lenophila och familjen bredmunsflugor. Inga underarter finns listade i Catalogue of Life.